# Clotilde Esposito
Clotilde Esposito (Napoli, 20 aprile 1997) è un'attrice italiana.

## Biografia
Ha studiato recitazione presso la Scuola di Cinema Teatro e Danza "La Ribalta" di Castellammare di Stabia dal 2012 al 2017 e si è laureata in giurisprudenza.
Nel 2012 interpreta il personaggio di Greta Fournier da adolescente nella soap opera Un posto al sole. L'anno successivo partecipa alla fiction Pupetta - Il coraggio e la passione e nel 2014 è presente nel cast del film Milionari di Alessandro Piva. Nel 2015 partecipa a un workshop presso la scuola di recitazione La Ribalta assieme al casting director Pino Pellegrino e alla fiction Sotto copertura.
Tra il 2014 e il 2017 partecipa alla serie TV Furore mentre dal 2020 al 2025 fa parte del cast fisso di Mare fuori.

## Filmografia

### Cinema
- Milionari, regia di Alessandro Piva (2014)

### Televisione
- Un posto al sole – serie TV (2012)
- Pupetta - Il coraggio e la passione – miniserie TV (2013)
- Sotto copertura – serie TV (2015)
- Furore – serie TV (2014, 2018)
- Mare fuori – serie TV (2020-2025)

### Webserie
- Mare fuori #confessioni (?-2025)